# 圣克莱芒 (加尔省)
圣克莱芒（法語：Saint-Clément，法語發音：[sɛ̃ klemɑ̃]）是法国加尔省的一个市镇，位于该省西部，属于尼姆区。

## 地理
圣克莱芒（43°49'51"N, 4°1'38"E）面积5.04 平方千米，位于法国奧克西塔尼大區加尔省，该省份为法国南部沿海省份，南端濒地中海，北起顺时针与阿尔代什省、沃克吕兹省、罗讷河口省、埃罗省、阿韦龙省和洛泽尔省接壤。
与圣克莱芒接壤的市镇（或旧市镇、城区）包括：阿斯佩尔、卡尔纳斯、加扬、萨利内勒。

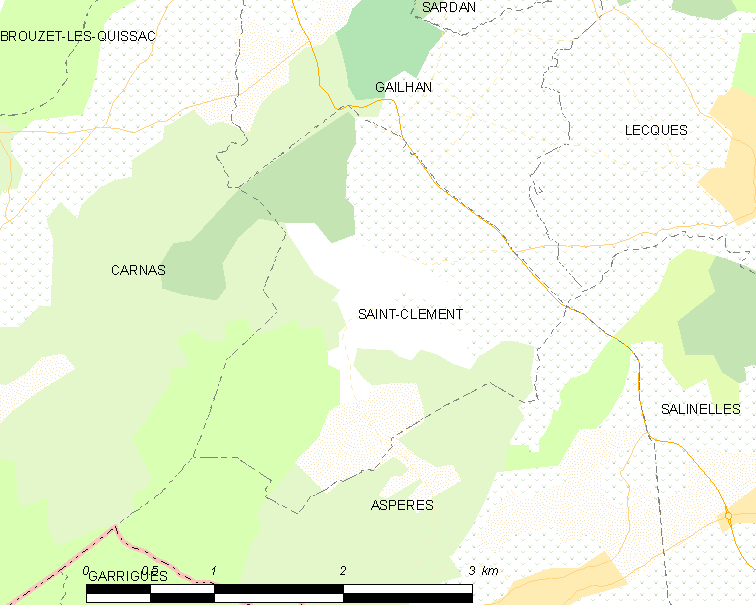
的OSM定位图

圣克莱芒的时区为UTC+01:00、UTC+02:00（夏令时）。

## 行政
圣克莱芒的邮政编码为30260，INSEE市镇编码为30244。

## 政治
圣克莱芒所属的省级选区为卡尔维松县。

## 人口

1962-2008年间人口变化图示

圣克莱芒于2022年1月1日时的人口数量为347人。